# Tomioka Hachiman-gū

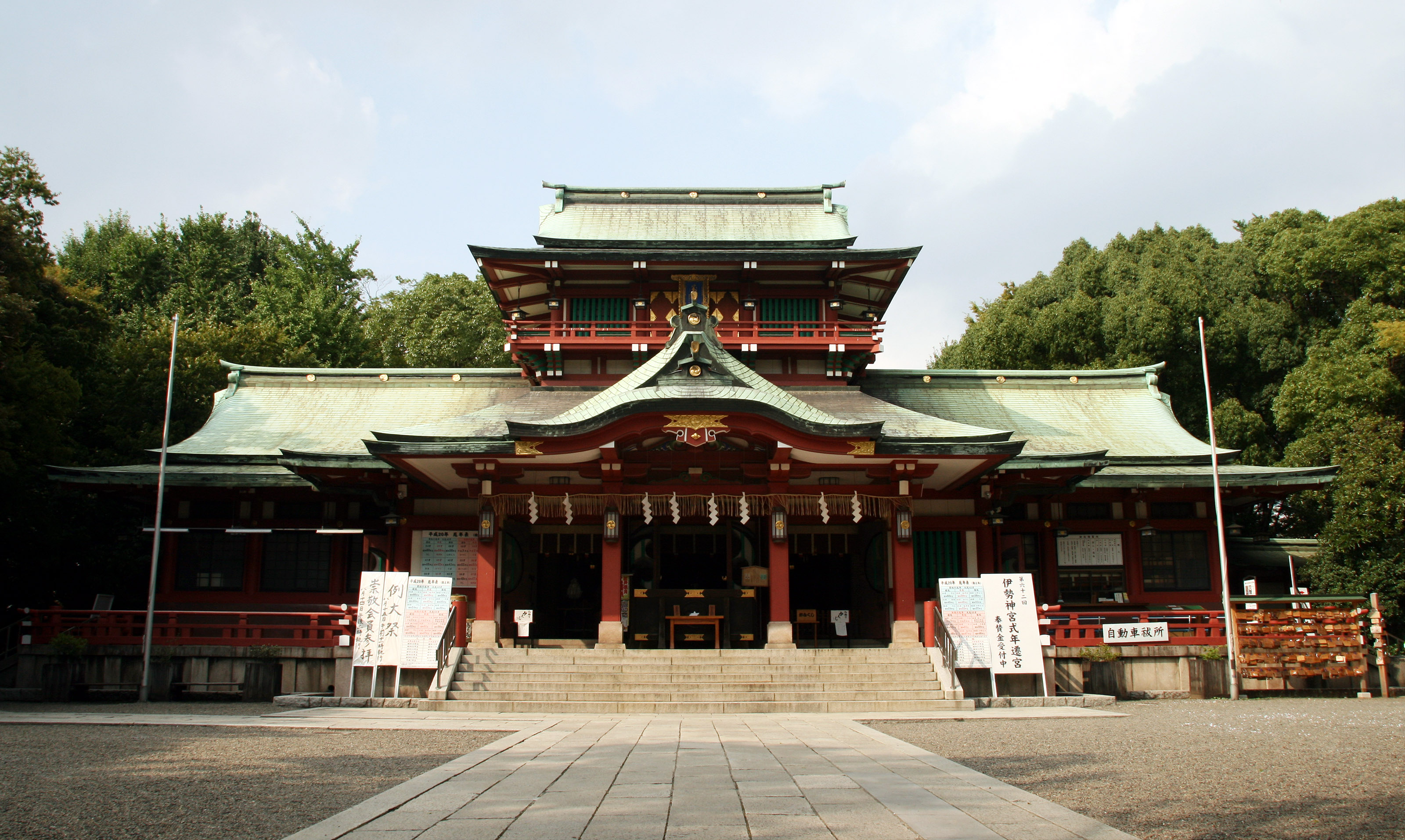
Vue du sanctuaire Tomioka Hachiman.

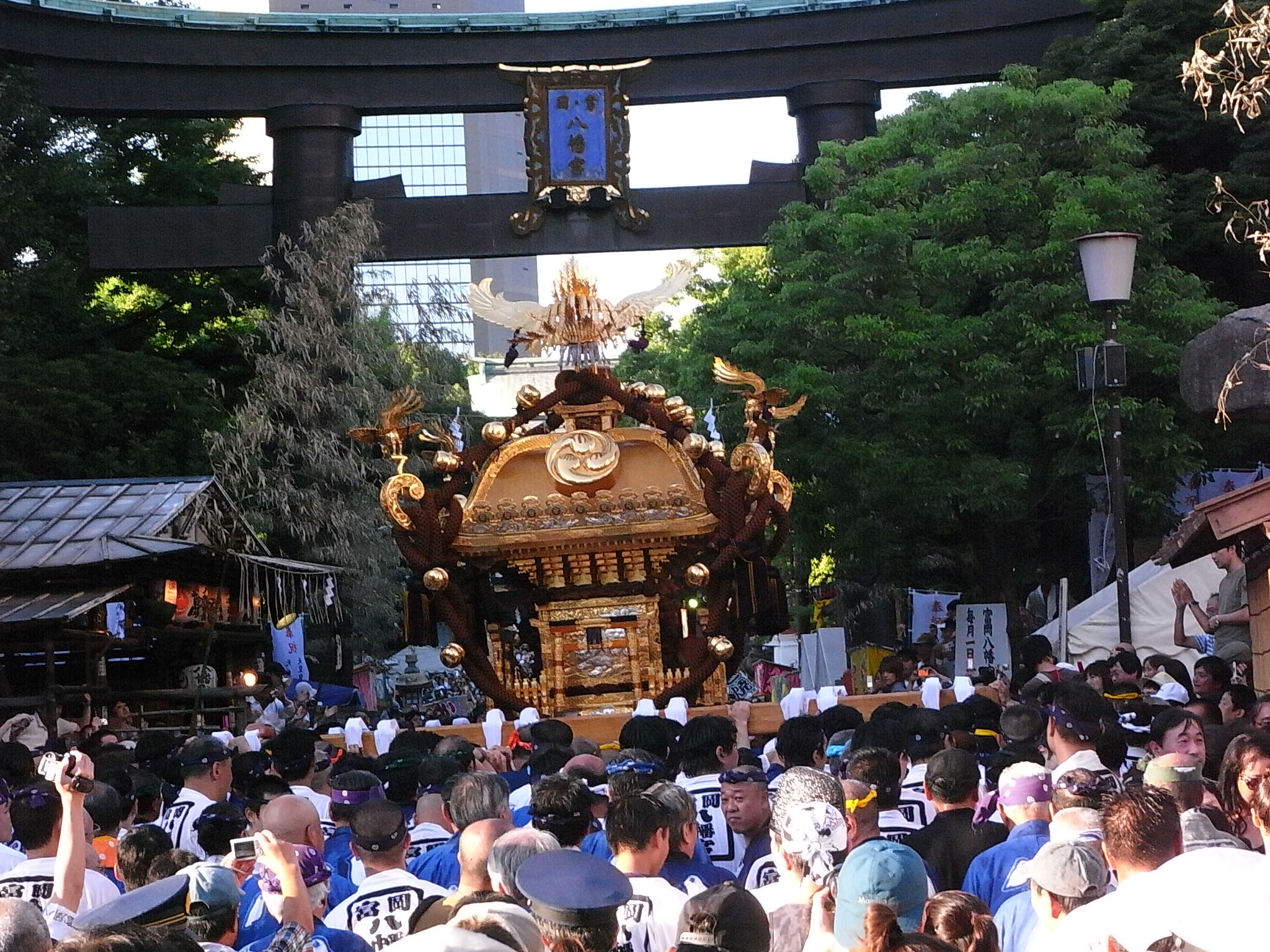
Fukagawa matsuri.

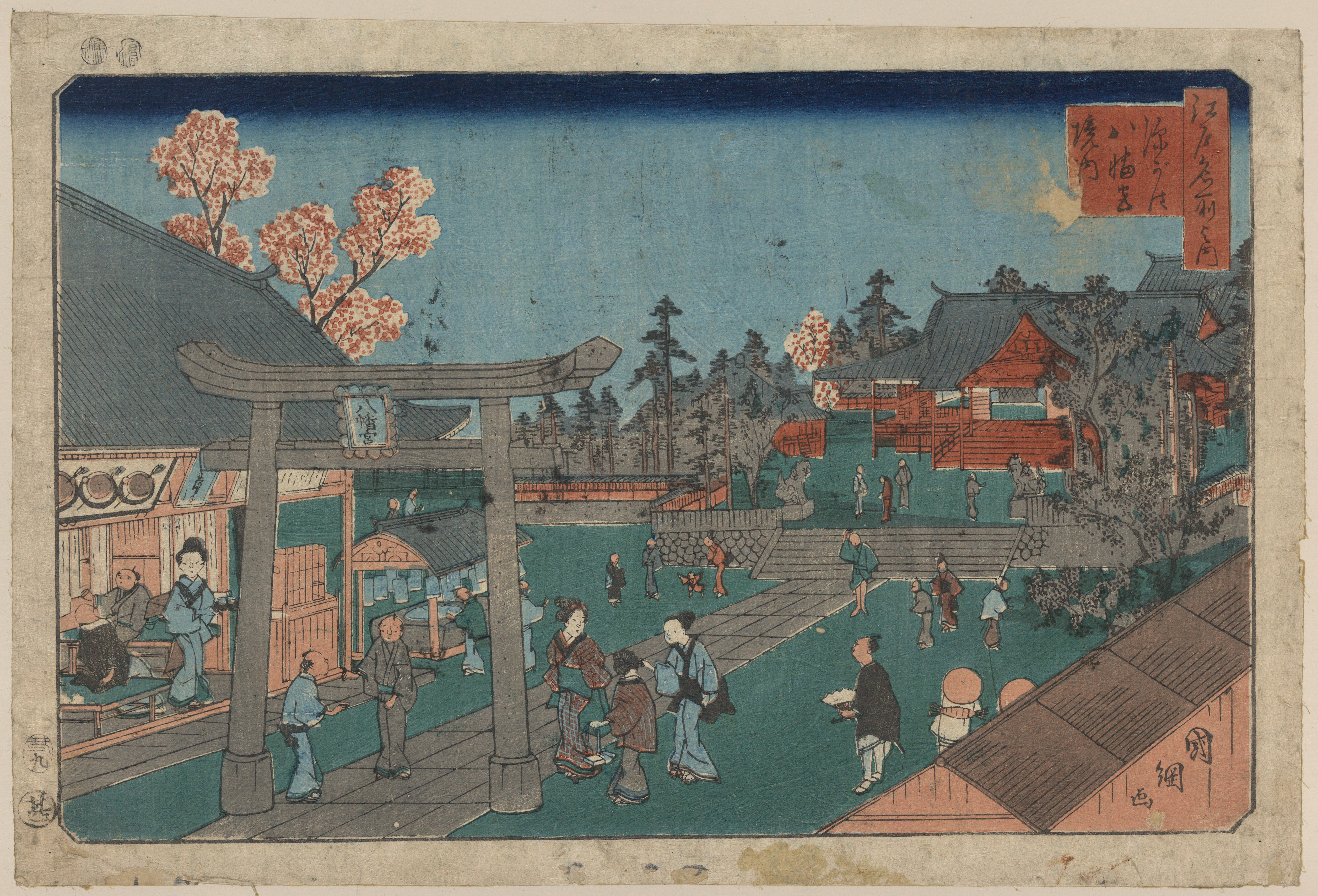
Utagawa Kuniteru.

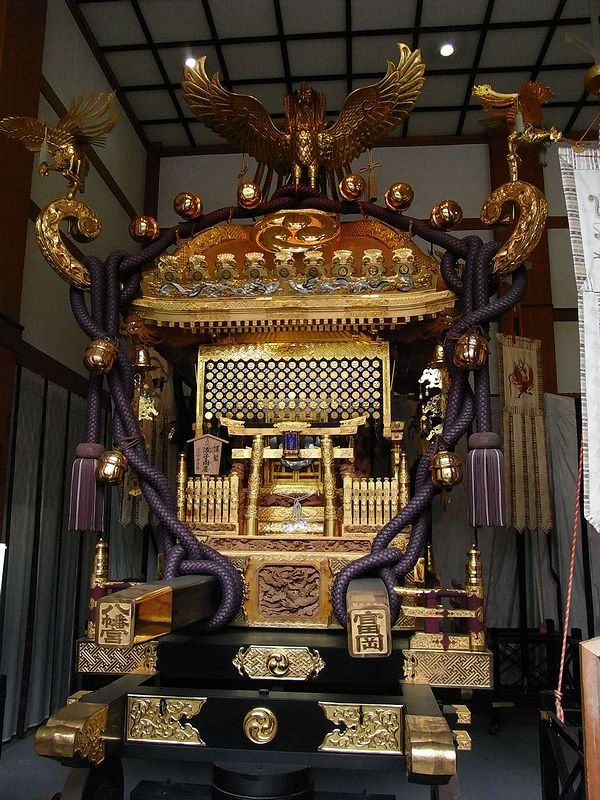
„Ichi-no-miya”.

Le Tomioka Hachiman-gū (富岡八幡宮) est le plus grand des sanctuaires Hachiman de Tokyo.

## Histoire
Le sanctuaire est fondé en 1627 sur des terres prises sur un banc de sable. Le dieu Hachiman qui est vénéré dans le sanctuaire est également une divinité shinto protectrice du clan Minamoto, aussi le sanctuaire bénéficie-t-il de la protection du shogunat Tokugawa. Les habitants des quartiers populaires d'Edo l'appellent familièrement « Hachiman de Fukagawa ».
Avec la restauration de l'ère Meiji, le sanctuaire perd la protection du shogunat, mais il est choisi pour faire partie des dix sanctuaires de Tokyo (東京十社, Tokyo-jissha) par le gouvernement de Meiji.
Le 10 mars 1945, le sanctuaire est détruit par le feu lors du bombardement de Tokyo. Le 18 mars, l'empereur Hirohito de visite dans les ruines du sanctuaire constate les dommages. Sur le chemin du retour, il s'adresse à Hisanori Fujita, son grand chambellan et compare la scène de dévastation à celles qu'il a pu voir lors du séisme de 1923 de Kantō :

« C'est un sentiment beaucoup plus tragique à présent. Les restes de béton, etc. causent plus de douleur à mon cœur. C'est pitoyable, grand chambellan ! Finalement Tokyo aussi est devenu un terrain brûlé à cause de cela. »

Après-guerre, le sanctuaire est reconstruit mais on érige deux stèles afin de commémorer la visite de l'empereur.

## Sumo

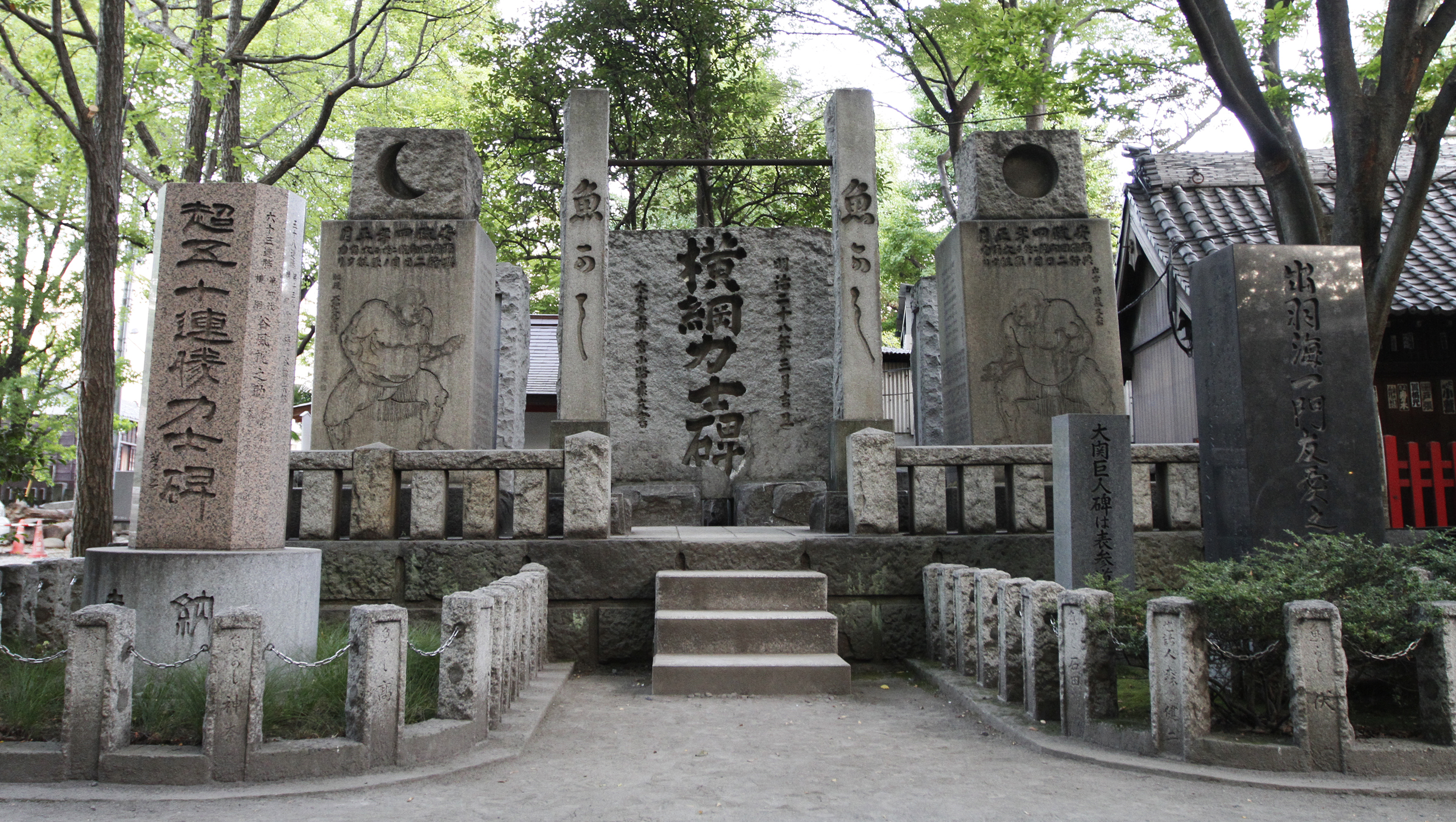
Pierre Yokozuna (au centre) et autres pierres commémoratives liées au sumo.

Le sanctuaire Tomioka Hachiman est aussi connu comme lieu de naissance du Kanjin-zumō (勧進相撲), fondé en 1684 et à l'origine de l'actuel sumo professionnel.
Des compétitions dites basho avaient lieu deux fois par an (au printemps et à l'automne) au sanctuaire avec l'autorisation du shogunat. Des systèmes comme  le banzuke ont été créés à cette période. D'autres basho se déroulent dans d'autres endroits de Edo, avant que l'Ekō-in ne finisse par héberger toutes les compétitions en 1833. Durant l'ère Meiji (1868-1912), le sumo cherche à renforcer ses liens avec le shinto et le sanctuaire Hachiman afin de pallier l'appui perdu du shogunat et des daimyos.
En 1900 (Meiji 33) on y érige une stèle construite par Jinmaku Kyūgorō, appelée yokozuna rikishi-hi (横綱力士碑, « pierre Yokozuna »), pour célébrer les meilleurs lutteurs de sumo (yokozuna). Le monument porte la marque (shikona (en)) de tous les yokozuna jusqu'à Hakuhō Shō, 69e yokozuna et « rikishi sans pareil » Raiden Tameimon. Quand un rikishi atteint le rang de yokozuna, une cérémonie est donnée au sanctuaire pour son intronisation (dohyō-iri).